# 하나비 양은 늑장쟁이
하나비 양은 늑장쟁이(일본어: ハナビちゃんは遅れがち)은 시로가네 란푸(원작), 마미무(작화)가 원작한 일본의 만화이다. 2019년 11월 21일부터 웹 코믹 전달 사이트 『코미프레』(히어로즈)에서 연재 중.
유니버설 엔터테인먼트가 원안을 담당하는 파칭코 의인화 코미디로, 동사의 파칭코기인 「하나비」, 「버서스」, 「썬더 V」가 각각 소녀의 모습이 되어, 일하는 모습이 그려지는 작품이다.
2021년 7월 10일부터 9월 25일까지 TV 애니메이션화로 방영되었다.